# Claude Spanghero
Pour les articles homonymes, voir Spanghero.

a Compétitions nationales et continentales officielles uniquement.

b Matchs officiels uniquement.
Claude Spanghero est un joueur français de rugby à XV, né le 5 juin 1948 à Payra-sur-l'Hers, de 1,96 m pour 104 kg,,.

## Biographie
Il a évolué au poste de seconde ligne aux côtés de son frère Jean-Marie au RC Narbonne, leur club de toujours (Claude finira cependant sa carrière à Pamiers). Il occupa aussi le poste de troisième ligne centre,.
Il est le 4e garçon de la fratrie Spanghero, l'aîné étant Laurent, le cadet Walter, et le 3e Jean-Marie. Il est dans les années 1980 président du Rugby olympique castelnaudarien.

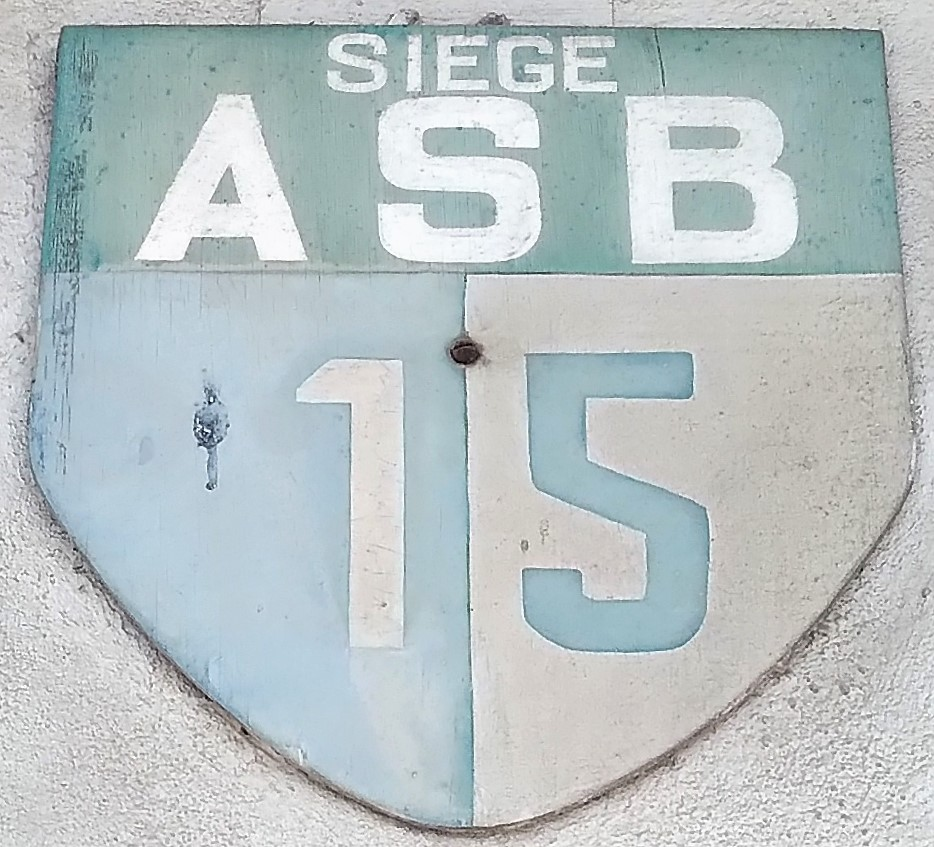
Blason de l'AS Bram dont Claude Spanghero fut le président.

Il est président de l'AS Bram de 1998 à 2001. Dernier match officiel avec l'AS Bram en 2000 (52 ans)[réf. nécessaire].
Il est actuellement gérant de sociétés à Castelnaudary, dont une fabriquant des plats cuisinés.
Claude Spanghero est également vice-président de l’« Amicale des internationaux du rugby français ».

## Palmarès
- Champion de France en 1979
- Vice-champion de France en 1974 (et 3e de l'Oscar du Midi olympique (meilleur joueur français du championnat) la même année)
- Challenge Yves du Manoir en 1973, 1974, 1978 et 1979
- Bouclier d'automne en 1978 (finaliste en 1971 et 1974)
- Challenge Béguère en 1979 et 1980
- Champion de France Nationale B en 1990 avec le RC Narbonne

## Statistiques en équipe nationale
- 22 sélections en équipe de France, de 1971 à 1975 (dont 7 aux côtés de son frère Walter, en seconde ligne)
- Tournées en Afrique du Sud en 1971 et en Australie en 1972